# برنت رنو
برنت رنو (انگلیسی: Brent Renaud؛ ۲ اکتبر ۱۹۷۱ – ۱۳ مارس ۲۰۲۲) روزنامه‌نگار، عکاس، و فیلم‌ساز اهل ایالات متحده آمریکا و از خبرنگاران سابق روزنامه نیویورک تایمز بود.

## زندگی و شغل
رنو در ۱۳ اکتبر ۱۹۷۱ در ممفیس، تنسی به دنیا آمد و در لیتل راک، آرکانزاس بزرگ شد. مادرش، جورجان فریزر، یک مددکار اجتماعی و پدرش، لوئیس رنو، یک فروشنده بود. رنو مدرک لیسانس خود را در رشته ادبیات انگلیسی از دانشگاه متدیست جنوبی و مدرک کارشناسی ارشد خود را در رشته جامعه‌شناسی از دانشگاه کلمبیا دریافت کرد.
او ساکن لیتل راک بود و در شهر نیویورک به کار اشتغال داشت. برنت رنو با همکاری برادرش کریگ، مجموعه‌ای از فیلم‌ها و برنامه‌های تلویزیونی تولید کرد که عمدتاً روی داستان‌های انسان‌گرایانه در نقاط داغ جهان تمرکز داشتند. برادران رنو از سال ۲۰۰۴ تا ۲۰۰۵ فیلم‌برداری سریال رفتن به جنگ را در کانال دیسکاوری انجام دادند. این سریال سربازان ذخیره آرکانزاس در درگیری‌های عراق و خانواده‌های آنها را پوشش می‌داد.
برادران رنو همچنین جنگ‌های عراق و افغانستان، زلزله ۲۰۱۰ هائیتی، بحران‌های سیاسی در مصر و لیبی، درگیری‌ها در آفریقا، جنگ مواد مخدر مکزیک، و بحران پناهندگان در آمریکای مرکزی را نیز پوشش دادند. آنها جوایز متعددی را در خصوص کارهای تلویزیونی و روزنامه‌نگاری از جمله جایزه پیبادی را در سال ۲۰۱۵ برای مجموعه ویدیویی خود «آخرین شانس بالا» را از آن خود کردند. برادران رنو علاوه براین مستند طوفان مت را کارگردانی کردند که در سال ۲۰۱۷ توسط فیلم‌های مستند HBO پخش شد. در سال ۲۰۱۹ رنو به عنوان استاد میهمان در دانشگاه آرکانزاس مشغول به کار شد. رنو در ۲۰۱۹ عضو نیمن بود. او به همراه برادرش از دریافت کنندگان کمک مالی مرکز پولیتزر بودند؛ آنها همچنین بنیانگذار جشنواره فیلم لیتل راک بودند.

## درگذشت
روز یکشنبه ۱۳ مارس ۲۰۲۲ در یک ایست بازرسی در روستای ایرپین در ۱۰ کیلومتری شمال غرب کی‌یف، پایتخت اوکراین در پی گلوله‌باران نیروهای روسیه کشته شد و همکار او نیز بر اثر شدت جراحات به بیمارستانی در کی‌یف منتقل شد.

## جوایز
وی برندهٔ جوایزی همچون جایزه پیبادی شده‌است.